# 安德鲁·富恩特斯
安德鲁·富恩特斯（西班牙語：Andrea Fuentes，1983年4月7日—），西班牙女子花樣游泳運動員。

## 簡歷
2008年，富恩特斯代表西班牙出戰北京奧運會，參加花樣游泳比賽，在雙人和團體中奪得兩面銀牌。
2009年，與隊友參加意大利羅馬舉行的世界游泳錦標賽花樣游泳比賽，奪得一金四銀的佳績。
2011年，與隊友參加中國上海舉行的世界游泳錦標賽花樣游泳比賽，奪得一銀五銅，成為隊中成績最好的成員。

## 外部連結
- 安德鲁·富恩特斯個人網頁 （页面存档备份，存于）（西班牙文）